# Taras Danko
Taras Hryhorowytsch Danko (ukrainisch Тарас Григорович Данько; * 3. Juli 1980 in Kiew) ist ein ukrainischer Ringer. Er gewann bei den Olympischen Spielen 2008 eine Bronzemedaille und war 2005 Europameister jeweils im freien Stil im Mittelgewicht.

## Werdegang
Taras Danko begann als Jugendlicher mit dem Ringen. Sein Trainer ist sein Vater Grigori Danko. Er ist Angehöriger des Sportclubs Dinamo Kiew und ringt ausschließlich im freien Stil. Der Sportstudent ringt seit 1996 bei internationalen Meisterschaften. In diesem Jahr startete er bei der Junioren-Europameisterschaft (Cadets, Altersgruppe bis zum 16. Lebensjahr) in Teheran in der Gewichtsklasse bis 83 kg Körpergewicht. Während seiner gesamten bisherigen Laufbahn war er immer im Mittelgewicht, das bei den Senioren das Gewichtslimit bei 84 kg hat, am Start. Das bedeutete, dass er mit Sicherheit zu jedem Wettkampf viele Kilos abtrainieren musste. In Teheran kam er gleich zu seinem ersten Medaillengewinn, denn er belegte dort den 3. Platz.
Zu weiteren Medaillengewinnen bei internationalen Juniorenmeisterschaften kam er 1998, wo er in Istanbul hinter Aleksei Krupnjakow aus Kirgisistan Vize-Weltmeister wurde, 1999 in Riga, hier wurde er hinter Oleg Katlagow aus Russland Vize-Europameister, 1999 bei der Junioren-Weltmeisterschaft in Sydney, wo er hinter Wadim Lalijew aus Russland, mit dem er sich auch bei den Senioren noch heiße Duelle liefern sollte, wiederum Vize-Weltmeister wurde und schließlich im Jahre 2000 in Nantes, wo er bei der Junioren-Weltmeisterschaft hinter Saschid Saschidow aus Russland und Shahab Ghorbani aus dem Iran den 3. Platz belegte.
Bei den Senioren kam Taras Danko erst im Jahre 2003 zu seinem ersten Einsatz bei einer internationalen Meisterschaft. Bei der Europameisterschaft in Riga kam er dabei nach zwei Siegen wegen einer Niederlage in seinem dritten Kampf gegen Wadim Lalijew auf den 6. Platz. Eine Medaille verfehlte er auch bei den Olympischen Spielen in Athen, wo er nach Siegen gegen Mahomed Agajew aus Armenien und Gökhan Yavaşer aus der Türkei wiederum in seinem dritten Kampf gegen Moon Eui-jae aus Südkorea verlor und damit auf den 7. Platz kam.
Im Jahre 2005 landete er dann bei der Europameisterschaft in Warna seinen bis dato größten Erfolg seiner Laufbahn, denn er wurde mit vier Siegen Europameister im Mittelgewicht. Im Halbfinale bezwang er dabei Rewas Mindoraschwili aus Georgien und im Finale Serhat Balcı jeweils nach Punkten. Bei der Weltmeisterschaft des gleichen Jahres in Budapest verlor er im Halbfinale gegen Yoel Romero aus Kuba, besiegte aber im abschließenden Kampf um die Bronzemedaille Radosław Horbik aus Polen.
Im Jahre 2006 gewann er bei der Europameisterschaft in Moskau ebenfalls eine Bronzemedaille, die er sich mit einem Punktsieg über David Bichinashvili aus Deutschland erkämpfte. Im Halbfinale hatte er vorher gegen Adam Saitijew aus Russland verloren. Bei der Weltmeisterschaft 2006 in Guangzhou/China verlor er wiederum im Halbfinale. Saschid Saschidow aus Russland besiegte ihn nach Punkten. Taras Danko verlor anschließend auch den Kampf um die Bronzemedaille, in dem er sich gegen Reza Yazdani aus dem Iran beugen musste.
Im Jahre 2007 war er nur bei der Europameisterschaft in Sofia am Start. Er erkämpfte sich mit vier Siegen den Weg in das Finale, in dem er gegen Georgi Ketojew aus Russland nach Punkten unterlag. Damit wurde er Vize-Europameister.
Im Jahre 2008 kam Taras Danko bei der Europameisterschaft in Tampere nach einer Niederlage in der 1. Runde gegen Wadim Lalijew nur auf den 14. Platz, weil Laliew den Endkampf nicht erreichte. Die dadurch fehlende Qualifikation für die Olympischen Spiele in Peking versuchte sich Taras Danko dann bei einem Turnier in Martigny/Schweiz zu erkämpfen. Dieses Vorhaben misslang aber, denn er erreichte dort nur den 11. Platz, der für die Qualifikation nicht ausreichte. Diese Qualifikation schaffte er aber dann beim letzten stattfindenden Qualifikations-Turnier in Warschau, bei dem er vor Gennadi Lalijew aus Kasachstan und Radosław Horbik siegte.
In Peking siegte Taras Danko über Jorlys Ariel Mosquera aus Kolumbien, verlor dann gegen Jussuf Abdussalomow aus Tadschikistan. Da dieser das Finale erreichte, konnte er in der Trostrunde weiterkämpfen und gewann dort mit Siegen über Sandeep Kumar aus Indien und Serhat Balcı doch noch eine olympische Bronzemedaille.

## Internationale Erfolge
| Jahr | Platz  | Wettbewerb                                         | Gewichtsklasse | |
| 1996 | 3.     | Junioren-WM (Cadets) in Teheran                    | bis 83 kg KG   | hinter Alan Makajew, Russland und Hussain M. Habib, Irak |
| 1997 | 10.    | Junioren-EM (Cadets) in Istanbul                   | bis 83 kg KG   | Sieger: Taskin Özkale, Türkei vor Tamazi Gegeschidse, Georgien |
| 1997 | 4.     | Junioren-WM (Cadets) in Helsinki                   | bis 83 kg KG   | hinter Feridon Ghanbaripisar, Iran, Yoel Romero, Kuba und Taskin Özkale |
| 1998 | 2.     | Junioren-EM (Juniors) in Istanbul                  | bis 83 kg KG   | hinter Aleksei Krupnjakow, Kirgisistan, vor Tamazi Gegeschidse, Georgien |
| 1998 | 4.     | Junioren-WM (Juniors) in Las Vegas                 | bis 83 kg KG   | hinter Saschid Saschidow, Russland, Mark Anthony Munoz Kenetry, USA und Masoud Dehestani Klager, Iran |
| 1999 | 2.     | Junioren-EM in Riga                                | Mittel         | hinter Oleg Katlagow, Russland, vor Arkadij Zopa, Bulgarien, Zwiad Bidschischwili, Georgien und Taskin Özkale                                                                                                |
| 1999 | 2.     | Junioren-WM in Sydney                              | Mittel         | mit einem Sieg über Tamasz Janiszewski, Polen, einer Niederlage gegen Wadim Laliew, Russland, Siegen über Damir Temirbajew, Kasachstan und Damion Hahn, USA und einer erneuten Niederlage gegen Wadim Laliew |
| 2000 | 5.     | Weltcup in Fairfax                                 | Mittel         | hinter Yoel Romero, Leslie Gutches, USA, Mahdi Saradjilov, Iran und Saschid Saschidow |
| 2000 | 3.     | Junioren-WM in Nantes                              | Mittel         | hinter Saschid Saschidow und Shahab Ghorbani, Iran, vor Zarko Kocev, Jugoslawien und Arkadij Zopa |
| 2003 | 6.     | EM in Riga                                         | Mittel         | mit Siegen über Marcin Jurecki, Polen und Tero Perkkiö, Finnland und einer Niederlage gegen Wadim Laliew |
| 2004 | 7.     | OS in Athen                                        | Mittel         | mit Siegen über Mahmed Agajew, Armenien und Gökhan Yavaşer, Türkei und einer Niederlage gegen Moon Eui-jae, Südkorea                                                                                         |
| 2005 | 1.     | Internationales Turnier in Kiew                    | Mittel         | vor Alik Musajew, Ukraine, Ermek Gaidasaschew und Soslan Gaisiew, beide Russland |
| 2005 | 1.     | Ziolkowski-Turnier in Siedlce/Polen                | Mittel         | vor Naurus Temresow und Magomed Kurugliew, beide Russland und Saeed Ebrahimi, Iran |
| 2005 | 1.     | EM in Warna                                        | Mittel         | mit Siegen über Jari Erkki Olmala, Finnland, Lazaros Loizidis, Griechenland, Rewas Mindoraschwili, Georgien und Serhat Balcı, Türkei                                                                         |
| 2005 | 3.     | WM in Budapest                                     | Mittel         | mit Siegen über Lee Du-Soo, Südkorea, Serhat Balcı und Thomas Bucheli, Schweiz, einer Niederlage gegen Yoel Romero und einem Sieg über Radosław Horbik, Polen                                                |
| 2006 | 3.     | EM in Moskau                                       | Mittel         | mit Siegen über Lazaros Loizidis, Piotr Janulow, Moldawien und Imants Lagodskis, Lettland, einer Niederlage gegen Adam Saitijew, Russland und einem Sieg über David Bichinashvili, Deutschland               |
| 2006 | 2.     | Golden Grand Prix in Baku                          | Mittel         | hinter Reza Yazgadi, Iran und vor Muhammad Lawal, USA und Naurus Temresow |
| 2006 | 5.     | WM in Guangzhou/China                              | Mittel         | mit Siegen über Sayed Naeinian, Australien, Samatbek Tolubajew, Kirgisistan und Serhat Balcı und Niederlagen gegen Saschid Saschidow und Reza Yazgadi                                                        |
| 2007 | 3.     | „Iwan-Yarigin“-Turnier in Krasnojarsk              | Mittel         | hinter Georgi Ketojew und Anzo Baltukajew, beide Russland und Andy Hrovat, USA |
| 2007 | 1.     | Internationales Turnier in Kiew                    | Mittel         | vor Andy Hrovat, Chirman Termezow, und Ludvig Alborow, beide Russland |
| 2007 | 2.     | EM in Sofia                                        | Mittel         | mit Siegen über Felix Polianidis, Zypern, Thomas Bücheli, Schweiz, Leri Ketischwili, Georgien und Serhat Balcı und einer Niederlage gegen Georgi Ketojew, Russland                                           |
| 2008 | 2.     | Internationales Turnier in Kiew                    | Mittel         | hinter Soslan Kzojew, Russland, vor Rewas Mindoraschwili, Georgien und Ludvig Alborow |
| 2008 | 14.    | EM in Tampere                                      | Mittel         | nach einer Niederlage gegen Wadim Laliew, Kasachstan |
| 2008 | 11.    | Olympia-Qualifikations-Turnier in Martigny/Schweiz | Mittel         | Sieger: Naurus Temresow vor Tschagnaadordschiin Gandsorig, Mongolei |
| 2008 | 1.     | Olympia-Qualifikations-Turnier in Warschau         | Mittel         | vor Gennadi Laliew, Kasachstan und Radosław Horbik |
| 2008 | Bronze | OS in Peking                                       | Mittel         | mit einem Sieg über Jorlys Ariel Mosquero, Kolumbien, einer Niederlage gegen Jussuf Abdussalomow, Tadschikistan und Siegen über Sandeep Kumar, Indien und Serhat Balcı                                       |

Anm.: alle Wettbewerbe im freien Stil, OS = Olympische Spiele, WM = Weltmeisterschaft, EM = Europameisterschaft, Mittelgewicht, bis 2001 bis 85 kg, ab 2002 bis 84 kg Körpergewicht (KG)